# 𠣬
“𠣬”字讀音同“笋”，见于殷墟甲骨卜辞，在三期甲骨文中写作，隶定为从“旬”从“兮”，即“𠣬”。“𠣬”与河同见于英藏2428片甲骨，并同受到殷人的祭祀，不明“𠣬”是否为商朝先祖、或为地名。
《廣韻·上聲》：“𠣬：驚詞。思尹切”